# 片桐久尚
片桐 久尚（かたぎり ひさなお、1964年1月23日 - ）は、日本の作曲家、編曲家、音楽プロデューサー、レコーディング・エンジニア、ピアニスト、キーボーディスト、ベーシスト。新潟県出身。cooltone-records・cooltone-groove・minao首謀者。音楽創作・演奏手法「NEO MODE」の発案・提唱者。

## 作品
- minao
  - mother（2014年）
  - Ballads（2015年）
  - I met you first hear（2017年）
- Hisanao Katagiri
  - cooltone-groove（2015年）
  - Japanese Gentlemen boogie-woogie Band（2016年）
  - NEO MODE（2020年）

## NEO MODE
音楽の創作・演奏手法の一つで、事前に吟味（作曲）したものであれその場の即興であれ改めてTOP NOTE（旋律）が楽曲の主軸・主役であるとし、奏者が演奏の度に即興で毎回異なるハーモニーを構築する。演奏の度に丁度”万華鏡”の様に一期一会のハーモニーの色彩感で奏でる音楽手法。